# ポーカー・ハンドの一覧

ポーカーハンドの例（強い順）

ポーカー・ハンドの一覧（ポーカー・ハンドのいちらん）は、一般的なルールにおけるポーカー・ハンドを一覧にしてまとめたものである。ここで、ポーカー・ハンドとは、ポーカーにおける5枚のカードの組み合わせの名称であり、日本語では「役」と呼ばれることがある。
多くのルールにおいて、難易度の高い組み合わせのほうが強いとみなされる。ゲームによっては特別な役が採用されたり、役の強弱が変わることもある。
これらの役は基本的にはポーカーで使用されるものだが、他のカードゲームでも使用されることがある。ポーカーダイスでもこれらの役が使用される。
役の相対的な強弱は、1セットのデッキから5枚引いてそれらができる確率によって決定される。

## 基本的なルール
この項のルールは、他に規定がない限り全てのポーカーで適用される。このルールの下で、手札は7462段階の順位付けがされる（同じ役同士の強弱を含む）。
全ての手札の強弱は、役を構成する5枚のみで決定される。セブンカード・スタッドやテキサス・ホールデムのように7枚のカードがあっても、役に関係ない2枚は強弱に影響しない。
たとえば、プレイヤーAが 3♠ Q♦ を持ちプレイヤーBが 3♣ K♣ を持っていて、4♣ 5♦ 6♦ 7♠ 10♥ が共通のカードであるとする。このとき両者の役は 3-4-5-6-7 のストレートであり、引き分けとなる。プレイヤーBの手にあるクラブのキングはプレイヤーAの手にあるダイヤのクイーンより強いが、役に関係ないので無視される。
個々のカードの強弱は、A（最強）, K, Q, J, 10, 9, 8, 7, 6, 5, 4, 3, 2（最弱）の順となる。ただし、Aは A-2-3-4-5 の形のストレートまたはストレートフラッシュの場合に限り1として扱われ、2よりも下の扱いとなる。個々のカードの強弱は、同じ役の強弱を決めるために使用される。
カードのスートは、フラッシュやストレートフラッシュの役の条件となる以外には通常は意味を持たない。ただし、スタッド・ポーカーにおける行動順の決定に使用される場合にはスートに強弱がつけられる。
手の強弱は、まず役の強弱で決定される。たとえば、2♦ 2♠ 3♦ 3♣ 4♠ はツーペアの中で最も弱い手であるが、下の役であるワンペアやハイカードよりも強い。A♠ A♦ K♦ Q♥ J♣ のように、ツーペアのペアよりも強いカードが入っていても関係ない。役が同一の場合は、個々のカードの強弱を見る。
役は、カードの並び順とは関係なく決定される。たとえば、10♠ 8♦ 10♦ 6♣ 10♣ は 10♣ 10♦ 10♠ 8♦ 6♣ と同じ手であり、スリー・オブ・ア・カインドとみなされる。
52枚のカードから5枚のカードを選ぶ組み合わせは、2598960通りある。
{\displaystyle C_{52}^{5}={52 \choose 5}={\frac {52!}{5!(52-5)!}}={\frac {52!}{5!47!}}={\frac {52\times 51\times 50\times 49\times 48}{5!}}=2{,}598{,}960}

## 役の一覧
ここでは、強い役から順に紹介する（そのため、詳細は弱い役を参照のこと。また弱い役と強い役の両方の条件を満たす場合は強い役とする。ローポーカーの場合で弱い役と強い役の両方を満たす場合は、弱い役とする。）。

### ストレートフラッシュ
下がロイヤル(ストレート)フラッシュ

上の勝ち

ストレートフラッシュは、Q♣ J♣ 10♣ 9♣ 8♣ のように同じスートで数字が連続する5枚のカードで構成された役である。つまり、フラッシュの条件とストレートの条件を同時に満たしている。
ストレートフラッシュ同士の手の強弱は、ストレートと同じ方法で行う。
5からAまでのストレートフラッシュのことを "steel wheel" とも呼ぶ。
A♦ K♦ Q♦ J♦ 10♦ のようなAから10までのストレートフラッシュのことを、「ロイヤルフラッシュ」とも呼ぶ。この役は、一般的なルールにおいて最も強い役である。日本では「ロイヤルストレートフラッシュ」と呼ぶことがある。ロイヤルフラッシュをストレートフラッシュの一種にするか、別として扱うかはゲームによって違い、ポーカー・ソリテールのイギリス式スコアではどちらも同じである。
ロイヤルフラッシュを含め、40通りのパターンがある。ランダムに選んだ5枚のカードでこの役ができる確率は以下の通りである。
{\displaystyle {\frac {4\cdot 10}{2{,}598{,}960}}\approx 0.0015\%}.
また、ロイヤルフラッシュの確率は以下の通り。
{\displaystyle {\frac {4}{2{,}598{,}960}}\approx 0.00015\%}.

### フォー・オブ・ア・カインド
上の勝ち

フォー・オブ・ア・カインドは、9♣ 9♠ 9♦ 9♥ J♥ のように同じ数字のカードを4枚集めた役である。日本ではフォーカード、新大陸などではクアッズ(Quads)と呼ばれることもある。
フォー・オブ・ア・カインド同士の強弱は、4枚あるカードの数字を比較する。各自が別のカードを持つ場合には同じ数になることはない。テキサス･ホールデムのように共有カードがある場合やワイルドカードがある場合、4枚のカードが同じ数になることがある。この場合、残った1枚の強弱で最終的な強弱を決定する。残った1枚も同じ数の場合は引き分けである。たとえば、7♣ 7♠ 7♦ 7♥ J♥ と 7♣ 7♠ 7♦ 7♥ 10♣ では前者の勝ちである。
フォー・オブ・ア・カインドには624通りの組み合わせがある。ランダムに選んだ5枚のカードでこの役ができる確率は以下の通りである。
{\displaystyle {\frac {C_{13}^{1}\cdot C_{4}^{4}\cdot C_{48}^{1}}{C_{52}^{5}}}={\frac {13\cdot 1\cdot 48}{2{,}598{,}960}}\approx 0.024\%}

### フルハウス
上の勝ち

フルハウスは簡単に言えば、3♣ 3♠ 3♦ 6♣ 6♥ のように手札の5枚でワンペアとスリーカードを同時に成立させる役である。
フルハウス同士の強弱は、まず3枚組の強弱を比較する。たとえば、7♠ 7♥ 7♦ 4♠ 4♣ は 6♠ 6♥ 6♦ A♠ A♣ より強い。共通カードもワイルドカードもなければここで決まる。3枚組が同じ数だった場合、残ったペアを比較する。たとえば、5♥ 5♦ 5♠ Q♥ Q♣ は 5♣ 5♦ 5♠ J♠ J♦よりも強い。これも同じだった場合は引き分けである。
フルハウスの手札は、"3枚組の数 full of ペアの数" または "3枚組の数 over ペアの数" という形で呼ばれることがある。たとえば、Q♣ Q♦ Q♠ 9♥ 9♣ という手は "Queens full of nines", "Queens over nines" またはもっと簡単に "Queens full" と呼ばれる。
フルハウスには、3744通りの組み合わせがある。ランダムに選んだ5枚のカードでこの役ができる確率は以下の通りである。
{\displaystyle {\frac {C_{13}^{1}C_{4}^{3}\cdot C_{12}^{1}C_{4}^{2}}{2{,}598{,}960}}={\frac {13\cdot 4\times 12\cdot 6}{2{,}598{,}960}}\approx 0.14\%}.

### フラッシュ
上が勝ち

フラッシュは、Q♣ 10♣ 7♣ 6♣ 4♣ のように同じスートのカード5枚で構成される役である。もし5枚のカードが連続していた場合、ストレートフラッシュという上位の役になる。
フラッシュ同士の強弱の決め方はハイカードと同じである。すなわち、それぞれのもっとも強い札が強い方が強い。1番強いカードが同じだった場合、2番目・3番目と順に強弱が決まるまでくらべる。全て同じ数だったら引き分けである。スートの種類は強弱には関係ない。
フラッシュの手は、その最大のカードを追加して呼ぶこともある。たとえば、Q♦ 9♦ 7♦ 4♦ 3♦ という手は「クイーン-ハイ フラッシュ」と呼ばれる。2枚目も重要なときには、K♠ 10♠ 5♠ 3♠ 2♠ を「キング-10-ハイ フラッシュ」または「キング-10 フラッシュ」、K♥ Q♥ 9♥ 5♥ 4♥ を「キング-クイーン-ハイ フラッシュ」のように、2枚目のカードを含めて呼ぶこともある。共通カードを使用する場合には、手札のカードを言う場合もある。たとえば、共通カードが A♣ 10♣ 7♥ 6♣ 2♣ で、手札が Q♣ J♦ の場合「クイーン-ハイ フラッシュ」という。
フラッシュには5148通りの組み合わせがある（ストレートフラッシュの40通りは含まない）。ランダムに選んだ5枚のカードでこの役ができる確率は以下の通りである。
{\displaystyle {\frac {4\cdot C_{13}^{5}-40}{2{,}598{,}960}}={\frac {4\cdot 1{,}287-40}{2{,}598{,}960}}={\frac {5{,}108}{2{,}598{,}960}}\approx 0.20\%}

### ストレート
上の勝ち

ストレートは、Q♣ J♠ 10♠ 9♥ 8♥ のように数字が連続した5枚のカードによって構成される役である。5枚のスートがすべて同じ場合は、ストレートフラッシュという上位の役となる。
ストレート同士の強弱は、最上位のカードの強弱で決まる。同じ数で始まる場合は引き分けである。スートの強弱や枚数は考慮しない。
ストレートは、最上位のカードを添えて呼ばれる場合がある。たとえば、10♣ 9♦ 8♥ 7♣ 6♠ は「10-ハイ ストレート」などと呼ばれる。
A♣ K♣ Q♦ J♠ 10♠ のような「A-ハイ ストレート」（Broadway とも呼ばれる）は、K♥ Q♠ J♥ 10♥ 9♣ のような「K-ハイ ストレート」よりも上位であり、ストレートの中で最も強い。同じAを含むストレートでも 5♠ 4♦ 3♦ 2♠ A♥ は「5-ハイ ストレート」（Wheelとも呼ばれる）は、ストレートの中で最も弱い。Aが使用できるのはこの2種類のみであり、3♣ 2♦ A♥ K♠ Q♣ のように 2-A-K の組み合わせを含むものはストレートとみなされない。
ストレートには10200通りの組み合わせがある（ストレートフラッシュの40通りは含まない）。ランダムに選んだ5枚のカードでこの役ができる確率は以下の通りである。
{\displaystyle {\frac {10\cdot 4^{5}-40}{2{,}598{,}960}}={\frac {10{,}200}{2{,}598{,}960}}\approx 0.39\%}
なお確率をフラッシュと比べた場合、上記の場合ではストレートはフラッシュより倍近く確率が高いが、すでに4枚揃っていて後1枚で役が完成するという状況では、フラッシュの方が揃う確率は高い。

### スリー・オブ・ア・カインド
上の勝ち

スリー・オブ・ア・カインドは、2♦ 2♠ 2♣ K♠ 6♥ のように、同じ数字の札3枚と数字の違う2枚の札から構成される役である。残りの2枚が同じ数の場合はフルハウスという上位の役になる。日本ではスリーカード、新大陸ではトリップス(trips)・セット(set)とも呼ばれる。テキサス・ホールデムなどのフロップ・ポーカーにおいて「セット」と呼ばれるのは、手札2枚と場札1枚で同じ数字が3枚そろう場合に限られる。
スリー・オブ・ア・カインドの強弱は、3枚そろっている札の強弱で決まる。たとえば、Q♠ Q♥ Q♦ 7♠ 4♣ は J♠ J♣ J♦ A♦ K♣ よりも強い。もし3枚のカードが同じ場合、残った2枚を強い順に比較する。たとえば、4♦ 4♣ 4♠ 9♦ 2♣ は 4♦ 4♣ 4♠ 8♣ 7♦ よりも強い。これらも同じ数だった場合は引き分けである。
スリー・オブ・ア・カインドには54912通りの組み合わせがある。ランダムに選んだ5枚のカードでこの役ができる確率は以下の通りである。
{\displaystyle {\frac {C_{13}^{1}C_{4}^{3}\cdot C_{12}^{2}C_{4}^{1}C_{4}^{1}}{C_{52}^{5}}}={\frac {13\cdot 4\cdot 66\cdot 4\cdot 4}{2{,}598{,}960}}={\frac {54{,}912}{2{,}598{,}960}}\approx 2.1\%}

### ツーペア
上が勝ち

上が勝ち

ツーペアは、J♥ J♣ 4♣ 4♠ 9♥ のように、同じ数の2枚組を2組と他のカード1枚で構成された手札の5枚でワンペアを2組成立させる役である。
ツーペア同士の強弱は、大きい方のペアの数字・小さいペアの数字・残り1枚の順に比べる。たとえば、10♠ 10♣ 8♥ 8♣ 4♠ は 8♥ 8♣ 4♠ 4♣ 10♠ よりも強く、10♠ 10♣ 8♥ 8♣ 4♠ は 10♠ 10♣ 4♠ 4♥ 8♥ よりも強く、10♠ 10♣ 8♥ 8♣ A♦ は 10♠ 10♣ 8♥ 8♣ 4♠ よりも強い。全て同じの場合は引き分けになる。
ツーペアをペアの数字で呼ぶことがある。この場合、強い数字を先に言う。たとえば、K♣ K♦ 9♠ 9♥ 5♥ を "Kings over nines", "Kings and nines" などと呼ぶ。9のペアが重要でないときには単に "Kings up" という場合もある。
ツーペアには123,552通りの組み合わせがある。ランダムに選んだ5枚のカードでこの役ができる確率は以下の通りである。
{\displaystyle {\frac {C_{13}^{2}\cdot C_{4}^{2}C_{4}^{2}\cdot C_{44}^{1}}{C_{52}^{5}}}={\frac {78\cdot 6\cdot 6\cdot 44}{2{,}598{,}960}}={\frac {123{,}552}{2{,}598{,}960}}\approx 4.75\%}

### ワンペア
上の勝ち

ワンペアは、4♥ 4♠ K♠ 10♦ 5♠ のように、同じ数字の2枚組とそれぞれ異なった数字の札3枚によって構成される役である。
ワンペア同士の強弱は、まずペアの数字を比較する。同じだった場合には残ったカードを順に比較する。全て同じなら引き分けとなる。
ワンペアには1098240通りの組み合わせがある。ランダムに選んだ5枚のカードでこの役ができる確率は以下の通りである。
{\displaystyle {\frac {C_{13}^{1}C_{4}^{2}\cdot (C_{12}^{3}\cdot 4^{3})}{C_{52}^{5}}}={\frac {13\cdot 6\cdot (220\cdot 64)}{2{,}598{,}960}}={\frac {1{,}098{,}240}{2{,}598{,}960}}\approx 42.25\%}

### ハイカード
上の勝ち

ハイカードまたはノーペアは、K♥ J♣ 8♣ 7♦ 3♠ のように上述の役が1つも成立しない手である。
ハイカード同士の強弱は、個々のカードを強い順に比較することで決定される。
ハイカードは、「K-ハイ」「A-Q-ハイ」のように上位のカードによって呼ばれることがある。また、"garbage"・「ブタ」といった否定的な言葉で呼ばれることもある。
ルール上最も弱い手は、7♠ 5♣ 4♦ 3♦ 2♣ のような 7-5-4-3-2 の組み合わせである。6以下のみの組み合わせの場合、6♦ 5♣ 4♠ 3♦ 2♥ のようなストレートになるか 6♦ 5♣ 4♠ 3♦ A♥ のようなAを含む手になる。
52枚から5枚を選ぶ2598960通りの組み合わせのうち、1302540通りがハイカードになる。この確率は以下のようになる。
{\displaystyle {\frac {1{,}302{,}540}{2{,}598{,}960}}\approx 50\%}

## 確率

### 5枚のときの確率
各項であげた確率を再掲する。
| 役                               | 組み合わせ | 確率      |
| -------------------------------- | ---------- | --------- |
| （ロイヤルストレートフラッシュ） | 4          | 00.00015% |
| ストレートフラッシュ             | 36+4       | 00.0015%  |
| フォー・オブ・ア・カインド       | 624        | 00.024%   |
| フルハウス                       | 3744       | 00.14%    |
| フラッシュ                       | 5108       | 00.20%    |
| ストレート                       | 10200      | 00.39%    |
| スリー・オブ・ア・カインド       | 54912      | 02.1%     |
| ツーペア                         | 123552     | 04.75%    |
| ワンペア                         | 1098240    | 042.25%   |
| ハイカード                       | 1302540    | 050%      |
| 合計                             | 2598960    | 100%      |

### ワイルドカードを含む場合の確率
ワイルドカードを含む場合、高い手ができる確率が上がる。
ここでは、ジョーカーをワイルドカードとして使用したときの確率を2つあげる。
ジョーカー1枚を含む53枚から5枚を取る組み合わせは2869685通りである。
ファイブ・オブ・ア・カインドは、同じ数字4枚とワイルドカードで構成される役である。この役の組み合わせ総数は13通りであり、ストレートフラッシュよりも難度が高い。この役ができる確率は 0.00045% である。この役はストレートフラッシュより上位の役となるが、ジョーカー抜きのロイヤルストレートフラッシュをその上に設定することもある。
ジョーカーの入ったツーペアは、通常存在しない。「ペア2組+ジョーカー」はフルハウスであり、「ペアと異なった数字2枚+ジョーカー」はスリー・オブ・ア・カインドとみなされるからである。後者の組み合わせ総数は82368通りあり、これを加味するとスリー・オブ・ア・カインドができる確率(4.8%)がツーペアができる確率(4.3%)を上回ってしまう。

### 7枚のときの確率
セブンカード・スタッドやテキサス・ホールデムのように、7枚のカードから5枚を選ぶ場合の確率は以下のようになる。
| 役                         | 組み合わせ | 確率    |
| -------------------------- | ---------- | ------- |
| ストレートフラッシュ       | 4324+37260 | 00.031% |
| フォー・オブ・ア・カインド | 224848     | 00.17%  |
| フルハウス                 | 3473184    | 02.6%   |
| フラッシュ                 | 4047644    | 03.0%   |
| ストレート                 | 6180020    | 04.6%   |
| スリー・オブ・ア・カインド | 6461620    | 04.8%   |
| ツーペア                   | 31433400   | 023.5%  |
| ワンペア                   | 58627800   | 043.8%  |
| ハイカード                 | 23294460   | 017.4%  |
| 合計                       | 133784560  | 100%    |